# Lobera d'Onsella
Lobera d'Onsella (en castellà i oficialment Lobera de Onsella, en aragonès Lobera d'Onsella) és una localitat aragonesa del partit judicial d'Eixea, a la comarca de Las Cinco Villas a la província de Saragossa.